# Asahi Production
Asahi Production Inc. (旭プロダクション Kabushiki-gaisha Asahi purodakushon?) es un estudio de animación japonés. Fue creado el 1 de junio de 1973. Se encuentra ubicado en Nerima, Tokio.

## Historia
En 1973, la empresa fue fundada como un estudio especializado en filmación y como una compañía de películas de relaciones públicas. En sus primeros años, se centró en la filmación de animes producidos por estudios como Sunrise y Tokyo Movie, además de la creación de materiales audiovisuales para grandes empresas e instituciones. Entre sus clientes se encontraban organizaciones como la Asociación de Seguros Generales de Japón y la compañía Asahi Kasei, para quienes produjeron películas promocionales y educativas.
En 2006, se estableció un estudio de acabado de animación llamado Wuxi Xuyang Animation Production Co., Ltd. (無錫旭陽動画制作有限公司?) en la ciudad de Wuxi, China.
En 2009, se anunció la apertura de un estudio de producción llamado Miyagi Shiroishi Studio (宮城白石スタジオ?), ubicado en el Centro de Información de la ciudad de Shiroishi, en la prefectura de Miyagi. Como parte de un proyecto de creación de empleo de emergencia, la prefectura estipuló que parte del personal del estudio debía ser contratado localmente. En este marco, se encargó la producción de una animación protagonizada por Musubimaru, la mascota oficial de Miyagi, formalizando un contrato al respecto. El estudio de Shiroishi también asumió la producción de otros animes de promoción local, como Shiraishi no Yōsei.
El 11 de octubre de 2024, la empresa firmó un acuerdo de colaboración empresarial con el estudio Pierrot, con el objetivo de fortalecer la capacidad de producción para garantizar una creación constante de obras de alta calidad.
Posteriormente, el 18 de abril de 2025, ambas partes formalizaron un acuerdo de colaboración de capital y negocio, con el propósito de consolidar aún más su relación y establecer una asociación estrecha y sólida.
Además, como parte de su programa de formación de animadores, la compañía imparte clases en el Departamento de Animación de la Universidad Seika de Kioto, contribuyendo al desarrollo de nuevos talentos en la industria.

## Sistema de producción
En 2020, la compañía operaba con tres estudios principales como bases de actividad. Además, estableció una colaboración empresarial con la compañía de efectos visuales Kurofune Product.
El departamento de producción incluye áreas como: producción (dirección de producción y supervisión), animación (tradicional, digital y pintura digital), filmación (incluyendo pruebas de línea), 3DCG y edición, abarcando todas las funciones necesarias para la creación audiovisual excepto el arte de fondos. Aunque rara vez asume la producción principal de proyectos, se especializa en trabajos de subcontratación para otras empresas, siendo su actividad principal la filmación de proyectos para terceros. Esta tradición se mantiene desde su origen como estudio especializado en filmación, y en 2020 seguía encargándose de las labores de filmación de todos los episodios de proyectos en los que colaboraba, incluyendo la dirección de fotografía.
El flujo de trabajo entre la oficina central y el estudio de Shiroishi se realiza completamente de manera digital. Los datos de producción se manejan exclusivamente en formato digital, y las reuniones se llevan a cabo de forma remota utilizando herramientas como Skype.

## Trabajos

### Series de televisión
| Año  | Título                                       | Director(es)        | Fecha de primera transmisión | Fecha de última transmisión | Eps. | Notas                                                                                            | Refs.                       |
| ---- | -------------------------------------------- | ------------------- | ---------------------------- | --------------------------- | ---- | ------------------------------------------------------------------------------------------------ | --------------------------- |
| 1999 | Yancharu Moncha                              | Desconocido         | 5 de abril de 1999           | 30 de marzo de 2002         | 80   | Historia original.                                                                               |                             |
| 2006 | Hello Kitty: Ringo no Mori no Fantasy        | Hideaki Ōba         | 4 de abril de 2006           | 19 de septiembre de 2006    | 13   | Historia original de Hello Kitty.                                                                |                             |
| 2006 | Kerokero Keroppi: Hasunōe Town Kiki Ippatsu! | Hideaki Ōba         | 10 de octubre de 2006        | 19 de diciembre de 2006     | 6    | Historia original.                                                                               |                             |
| 2007 | Hello Kitty: Ringo no Mori no Mystery        | Hideaki Ōba         | 2 de enero de 2007           | 27 de marzo de 2007         | 13   | Secuela de Hello Kitty: Ringo no Mori no Fantasy.                                                |                             |
| 2007 | Sugar Bunnies                                | Hiroshi Kugimiya    | 7 de abril de 2007           | 9 de julio de 2007          | 27   | Historia original.                                                                               |                             |
| 2007 | Hello Kitty: Ringo no Mori to Parallel Town  | Hideaki Ōba         | 2 de octubre de 2007         | 25 de marzo de 2008         | 27   | Secuela de Hello Kitty: Ringo no Mori no Mystery.                                                |                             |
| 2007 | Blue Drop: Tenshi-tachi no Gikyoku           | Masahiko Ōkura      | 2 de octubre de 2007         | 25 de diciembre de 2007     | 13   | Adaptación del manga escrito e ilustrado por Akihito Yoshitomi. Coproducción junto a BeSTACK.    |                             |
| 2008 | Sugar Bunnies Chocolate!                     | Hiroshi Kugimiya    | 1 de abril de 2008           | 30 de septiembre de 2008    | 26   | Secuela de Sugar Bunnies.                                                                        |                             |
| 2009 | Sugar Bunnies Fleur                          | Hiroshi Kugimiya    | 7 de abril de 2009           | 29 de septiembre de 2009    | 26   | Secuela de Sugar Bunnies Chocolate!                                                              |                             |
| 2010 | Super Robot Taisen OG: The Inspector         | Masami Ōbari        | 1 de octubre de 2010         | 1 de abril de 2011          | 26   | Adaptación del videojuego desarrollado por Banpresto.                                            |                             |
| 2012 | Picchipichi Shizuku-chan                     | Kazumi Nonaka       | 5 de octubre de 2012         | 27 de septiembre de 2013    | 52   | Secuela de Pururun! Shizuku-chan Aha.                                                            |                             |
| 2014 | Himegoto                                     | Yūji Yanase         | 7 de julio de 2014           | 29 de septiembre de 2014    | 13   | Adaptación del manga escrito e ilustrado por Norio Tsukudani.                                    | [ 14 ]                      |
| 2014 | Orenchi no Furo Jijō                         | Sayo Aoi            | 6 de octubre de 2014         | 29 de diciembre de 2014     | 13   | Adaptación del manga escrito e ilustrado por Itokichi.                                           |                             |
| 2015 | Funassyi no Funafunafuna Biyori              | Tomio Yamauchi      | 30 de marzo de 2015          | 25 de septiembre de 2015    | 130  | Historia original.                                                                               |                             |
| 2015 | Million Doll                                 | Keiichiro Kawaguchi | 7 de julio de 2015           | 22 de septiembre de 2015    | 11   | Adaptación del manga escrito e ilustrado por Ai.                                                 |                             |
| 2015 | Onsen Yōsei Hakone-chan                      | Takeyuki Yanase     | 4 de octubre de 2015         | 27 de diciembre de 2015     | 13   | Adaptación del manga escrito e ilustrado por Daisuke Yui.                                        |                             |
| 2016 | Pan de Peace!                                | Hatsuki Tsuji       | 3 de abril de 2016           | 26 de junio de 2016         | 13   | Adaptación del manga escrito e ilustrado por Emily.                                              |                             |
| 2018 | Omae wa Mada Gunma o Shiranai                | Mankyū              | 2 de abril de 2018           | 18 de junio de 2018         | 12   | Adaptación del manga escrito e ilustrado por Hiroto Ida.                                         |                             |
| 2019 | Namu Amida Butsu! Rendai Utena               | Akira Oguro         | 8 de abril de 2019           | 24 de junio de 2019         | 12   | Adaptación del videojuego desarrollado por DMM Games.                                            |                             |
| 2021 | Tenchi Sōzō Design-bu                        | Sōichi Masui        | 7 de enero de 2021           | 25 de marzo de 2021         | 12   | Adaptación del manga escrito por Hebi-Zou y Tsuta Suzuki e ilustrado por Tarako.                 | [ 15 ]                      |
| 2021 | Wave!! Surfing Yappe!!                       | Takaharu Ozaki      | 12 de enero de 2021          | 30 de marzo de 2021         | 12   | Parte del proyecto de medios mixtos japonés creado por Mages.                                    |                             |
| 2021 | Peach Boy Riverside                          | Shigeru Ueda        | 1 de julio de 2021           | 16 de septiembre de 2021    | 12   | Adaptación del manga escrito e ilustrado por Coolkyousinnjya.                                    | [ 16 ]                      |
| 2021 | Girls' Frontline                             | Shigeru Ueda        | 8 de enero de 2022           | 26 de marzo de 2022         | 12   | Adaptación del videojuego desarrollado por MicaTeam.                                             |                             |
| 2023 | Ars no Kyojū                                 | Norimitsu Kaihō     | 7 de enero de 2023           | 25 de marzo de 2023         | 12   | Historia original.                                                                               |                             |
| 2023 | Otonari ni Ginga                             | Ryuichi Kimura      | 9 de abril de 2023           | 25 de junio de 2023         | 12   | Adaptación del manga escrito e ilustrado por Gido Amagakure.                                     | [ 17 ]                      |
| 2023 | B-Project Passion*Love Call                  | Mutsumi Takeda      | 2 de octubre de 2023         | 18 de diciembre de 2023     | 12   | Secuela de B-Project: Zecchō*Emotion.                                                            | [ 18 ]                      |
| 2024 | Mahō Shōjo ni Akogarete                      | Akihiro Ononaka     | 3 de enero de 2024           | 27 de marzo de 2024         | 13   | Adaptación del manga escrito e ilustrado por Akihiro Ononaka.                                    | [ 19 ]                      |
| 2025 | Hazure Skill "Kinomi Master"                 | Ryūichi Kimura      | 7 de enero de 2025           | 18 de marzo de 2025         | 12   | Adaptación del manga escrito e ilustrado por Hanyuu.                                             | [ 20 ] [ 21 ]               |
| 2025 | Teogonia                                     | Kunihiro Mori       | 12 de abril de 2025          | 28 de junio de 2025         | 12   | Adaptación de las novelas ligeras escritas por Tsukasa Tanimai e ilustradas por Kōichirō Kawano. | [ 22 ] [ 23 ] [ 24 ] [ 25 ] |
| 2025 | Akujiki Reijō to Kyōketsu Kōshaku            | Mutsumi Takeda      | Octubre de 2025              | —                           | —    | Adaptación de las novelas ligeras escritas por Kanata Hoshi e ilustradas por Peperon.            | [ 26 ]                      |

### Películas
| Año  | Título                                         | Director(es)       | Duración | Notas                                                         | Refs.  |
| ---- | ---------------------------------------------- | ------------------ | -------- | ------------------------------------------------------------- | ------ |
| 1978 | Kaji to Kōma                                   | Yoshikazu Yasuhiko | 21m      | Historia original.                                            |        |
| 1992 | Hana no Mahōtsukai Mary Bell: Phoenix no Kagi  | Tetsuya Endō       | 43m      | Historia original. Coproducción junto a Production Reed.      |        |
| 2011 | Heart no Kuni no Alice: Wonderful Wonder World | Hideaki Ōba        | 84m      | Adaptación de la novela visual desarrollada por Quin Rose.    | [ 27 ] |
| 2019 | Santa Company: Christmas no Himitsu            | Kenji Itoso        | 65m      | Historia original.                                            | [ 28 ] |
| 2020 | Wave!! Surfing Yappe!! 1                       | Takaharu Ozaki     | 85m      | Parte del proyecto de medios mixtos japonés creado por Mages. | [ 29 ] |
| 2020 | Wave!! Surfing Yappe!! 2                       | Takaharu Ozaki     | 95m      | Secuela de Wave!! Surfing Yappe!! 1.                          | [ 29 ] |
| 2020 | Wave!! Surfing Yappe!! 3                       | Takaharu Ozaki     | 90m      | Secuela de Wave!! Surfing Yappe!! 2.                          | [ 29 ] |

### ONAs
| Año  | Título                          | Director(es)                  | Fecha de primera transmisión | Fecha de última transmisión | Eps. | Notas              | Refs.  |
| ---- | ------------------------------- | ----------------------------- | ---------------------------- | --------------------------- | ---- | ------------------ | ------ |
| 2015 | Heroes: Battle Disk Densetsu    | Masahiro Hosoda               | 23 de noviembre de 2015      | 9 de diciembre de 2015      | 26   | Historia original. | [ 30 ] |
| 2017 | Chō Yū Sekai: Being the Reality | Hatsuki Tsuji Masahiro Sonoda | 12 de enero de 2017          | 8 de junio de 2017          | 20   | Historia original. | [ 31 ] |

### OVAs
| Año  | Título                                                       | Director(es)    | Fecha de primera transmisión | Fecha de última transmisión | Eps. | Notas                                                   | Refs.  |
| ---- | ------------------------------------------------------------ | --------------- | ---------------------------- | --------------------------- | ---- | ------------------------------------------------------- | ------ |
| 1993 | Minky Momo in Yume ni Kakeru Hashi                           | Kunihiko Yuyama | 21 de mayo de 2993           | 21 de mayo de 2993          | 1    | Secuela de Minky Momo in Tabidachi no Eki.              |        |
| 2004 | Angel Blade Punish!                                          | Masami Ōbari    | 29 de diciembre de 2004      | 9 de septiembre de 2005     | 3    | Secuela de Angel Blade.                                 |        |
| 2006 | Haru no Ashioto The Movie: Ōrin Dakkan                       | Tomonori Kogawa | 31 de marzo de 2006          | 31 de marzo de 2006         | 1    | Adaptación de la novela visual desarrollada por Minori. |        |
| 2009 | Tokimeki Memorial 4: Original Animation - Hajimari no Finder | Naoyasu Hanyū   | 3 de diciembre de 2009       | 3 de diciembre de 2009      | 1    | OVAs incluidas en el juego de PSP Tokimeki Memorial 4.  | [ 32 ] |
| 2010 | Prism Magical: Prism Generations!                            | Masami Ōbari    | 27 de agosto de 2010         | 27 de agosto de 2010        | 1    | Adaptación de la novela visual PRISM.                   |        |